# Бродники
Бро́дники — населення нижнього Дніпра, узбережжя Азовського моря, і Подунав'я XII—XIII століть східнослов'янського походження на території нинішньої України. Брали участь у міжусобицях руських князів, русько-половецьких і русько-татарських боях. Уперше згадані в Іпатіївському літописі під 1147 роком. Деякі дослідники вважають їх прототипом козаків поряд з берладниками.

## Назва і походження
Назву бродників виводять від слова бродити, тобто ті, що бродять (кочують). Ф. Успенський вважав населення місцевості Вордони бродниками. А. Пашуто ототожнював бродників зі слов'янським племенем ободрити, які проживали біля болгар у Дакії в Подунав'ї. Багато вчених зв'язують бродників з залишками уличів. Серед бродників були й волохи — особливо на заході Причорномор'я, могли траплятися і алани, і тюрки. Проте чимало джерел — зокрема угорські — відрізняють бродників від кипчаків, хоча і вважають їх мешканцями одного краю.
Тюрко-романо-слов'янська версія В. Спінея, розглядає бродників (берладників) у межиріччі Пруту, Серету і в Подунав'ї як суміш вигнанців з кочового степу з населенням прикарпатської України і волохами, які були вільними вояками, подібними до чорних клобуків у Пороссі.
інша версія, пов'язує назву бродників зі словом «брід» — тобто йдеться про людей, які навпаки були «прив'язані» до місць переходів через водойми. З повідомлень мандрівників XIII сторіччя відомо, що люди, які мешкали біля бродів через великі річки — Дністер, Дніпро чи Дін, несли особливу службу, переправляючи через них подорожніх («почесних гостей» безкоштовно, інших — за плату). Така «спеціалізація» існувала і до приходу монголів — джерела згадують про «деремелів» (теж «тих, що мешкають біля бродів» — але тюркською) у XII ст. у документах Золотої Орди згадуються побережники — збирачі податків з суден, тамговщики, які надавали право проїзду, лодійники. Були відомі також перевізники та толковини — знавці різних мов степових народів.

## Короткі відомості
У 1147 році бродники разом із половцями приходили на поміч Олегові Святославичеві, в 1180 році брали участь у болгарській визвольній боротьбі, пізніше заходили на Угорщину.
Назва Бродники засвідчена в джерелах від половини XII до половини XIII ст. Її знають не тільки наші літописи (під рр. 1147, 1216, 1223), але угорські, папські та візантійські джерела. На жаль усі відомості про них тільки фрагментарні. У 1227 р. папа Григорій IX послав місіонерів проповідувати «in Cumanis et Brodnic terra vicina». У листі угорського короля Бели перераховані вороги Угорщини в 1254 р.: «Rutheni, Comani, Brodnici» і далі «Rusciz, Comani, Brodnici, Bulgaria». Угорські документи половини XIII ст. окреслювали наш степ як «Cumania et Brodnic terra illa vicina».
Відомі два осередки Бродників, один на східній, а другий на західній околиці Русі.
- Східні Бродники засвідчені у Повісті про битву на Калці, із якого виходить, що вони жили на Подонню, біля Донецьких бродів та торговельного «залозного» шляху. Крім того археологам вдалося знайти значну кількість поселень бродників на нижньому Дніпрі.
- Західні Бродники згадуються в угорських, папських та візантійських джерелах. Вони жили в Подунав'ї, на території поміж нижнім Дністром і Дунаєм. Там було скупчення торговельних центрів положених на бродах річок, як наприклад Черн на Дністрі, Яський торг на Пруті, Романів торг на гирлі річки Молдови в Серету, Малий Галич на Дунаї, або в гирлі великих річок, як Білгород у лимані Дністра. Деякі дослідники ототожнюють їх з берладниками.

## Відомі поселення східних бродників
- Самарь
- Хортиця (містечко біля Протолчого броду)
- Огрень (Ігрень)
- Адомах
- Бургун
- Республіканець (знайдені залишки поселення, бродницька назва поселення не збереглася)

## Відомі поселення західних бродників(берладників)
- Берладь (Бирладь)
- Білгород
- Ясси
- Сучава (Сочава)
- Серет
- Малий Галич